# Jâmblico
Jâmblico ou Iâmblico (em latim: Iamblichus Chalcidensis, em grego: Ἰάμβλιχος; provavelmente originário do siríaco ou aramaico ya-mlku: "ele é rei"; Cálcis da Celessíria, Celessíria, 245 – Apameia, 325) foi um filósofo neoplatônico assírio que determinou a direção da filosofia neoplatônica tardia e talvez do próprio paganismo ocidental. É mais conhecido por seu compêndio sobre filosofia pitagórica.

## Nome
Jâmblico (Iamblichus; Ἰάμβλιχος, Iámblichos) ou Jânlico (Ἰάμλιχος, Iámlichos) é a forma latina e grega de Iamelicu (𐡉𐡌𐡋𐡊𐡅, Yamlīkū), "possa (NP) ser rei / reinar", um hipocorístico teofórico de origem aramaica ou árabe. O prefixo imperfeito y- pode ser um legado de um forma aramaica mais antiga, mas também pode ser uma forma árabe.

## Vida
Nascido em meados do século III em Cálcis (cidade da Celessíria, no sudoeste da Síria), Jâmblico estudou a magia dos caldeus e a filosofia de Pitágoras, Platão, Aristóteles e Plotino. Ao tomar contato com o neoplatonismo, foi para Roma a fim de estudar com Porfírio. Escreveu Vida de Pitágoras (não confundir com o livro homônimo de Porfírio).
Foi um teólogo patrístico helenístico do período pré-niceno, considerado o fundador da chamada escola neoplatônica síria. Seus dados biográficos são imprecisos e, aparentemente, tomou conhecimento com as doutrinas neopitagórica por influência principal de Nicômano de Gérasa (60–120), talvez em Alexandria, e do peripatetismo com Anatólio de Laodiceia (c. 240–325). Foi discípulo de Porfírio (233–304) o Fenício, e considerado o maior pupilo de Plotino (204–270), o filósofo neoplatônico helenístico, que com sua procura mística de união com o bem, através da inteligência, constituiu-se como ponto de ligação entre a filosofia grega e a sapiência alexandrina. Com sua procura mística de união com o bem, através da inteligência, conseguiu expressar este ponto de ligação entre a filosofia grega e a sapiência alexandrina. Mudando-se para a Síria, deu início à propagação de suas teses e transformou a filosofia mítica de Plotino numa Teurgia ou conjugação mágica de deuses. Fundou e orientou a escola neoplatônica siríaca, com interesse na teologia politeísta e hoje é especialmente famoso por ter praticado especificamente a Teurgia, ou trabalho divino, ou a Magia Sagrada. Sua obra, segundo consta, seria composta principalmente de dez livros intitulados Resumo das doutrinas pitagóricas. Destes, somente cinco se encontram preservados atualmente. Seus escritos metafísicos estão perdidos, mas suas idéias ficaram conhecidas, preservadas sob forma de citação ou comentário, doxografia, em escritos de diversos autores. Seu livro mais conhecido, Sobre os Mistérios do Egito, escrito em grego, foi uma resposta à carta de Porfírio (33–304) a Amélio (220–290) refutando qualquer teurgia e as práticas de adivinhação da época. Seu livro foi uma defesa da Teurgia, isto é, da possibilidade da manipulação mágica dos deuses em prol da satisfação de desejos humanos. Além disso, atribui-se a ele as seguintes obras: De mysteriis liber, De chaldaica perfectissima theologia, De descensu animae e De diis. Destas, somente alguns fragmentos sobreviveram até nossos dias. Além deste filósofo, os principais representantes de sua escola foram Déxipo (350), Sópatro de Apameia e Teodoro de Asine (c. 300), este o mais proeminente e seu discípulo mais conhecido, todos seus discípulos diretos. As principais influências exercidas pelo seu pensamento incidem sobre as teses de Proclo Diádoco (c. 412–485) e de Juliano, o Apóstata (331–363), em sua tentativa de reviver o paganismo. Em resumo, lecionou em Apameia e diz-se que sucedeu à Porfírio na escola neoplatônica, e a transportou para Pérgamo e depois para Alexandria, sendo o local de sua morte incerto.

## Trabalhos
Apenas uma fração dos livros de Jâmblico sobreviveu. Por nosso conhecimento de seu sistema, devemos em parte aos fragmentos de escritos preservados por Stobaeus e outros. As notas de seus sucessores, especialmente Proclo , bem como seus cinco livros existentes e as seções de sua grande obra sobre filosofia pitagórica também revelam muito do sistema de Jâmblico.

### Lista de edições e traduções em inglês
- On the mysteries (De mysteriis), ed. Gustav Parthey, Teubner, 1857 online; ed. Edouard des Places, Collection Budé, 1989
  - Tradução em inglês: Thomas Taylor, 1821 online (Google books), online (HTML); Alexander Wilder, 1911 online (Internet Archive), online (HTML); Emma C. Clarke, John M. Dillon, and Jackson P. Hershbell, 2003, ISBN 1-58983-058-X
- The Life of Pythagoras An abridged version of Thomas Taylor's classic, 1918 online,
- On the Pythagorean Way of Life (De vita pythagorica), ed. Theophil Kießling, Leipzig, 1816 online; ed. August Nauck, St. Petersburg, 1884; ed. Ludwig Deubner, Teubner, 1937 (rev. Ulrich Klein, 1975)
  - Tradução em inglês: Taylor, 1818 The life of Pythagoras; Kenneth Sylvan Guthrie, 1919 online (HTML); Gillian Clark, 1989, ISBN 0-85323-326-8; John M. Dillon and Jackson Hershbell, 1991, ISBN 1-55540-523-1
- On general mathematical science (Περὶ τῆς κοινῆς μαθηματικῆς ἐπιστήμης, De communi mathematica scientia), ed. Nicola Festa, Teubner, 1891 (reimpresso em1975) online
- Protrepticus, ed. Ermenegildo Pistelli, Teubner, 1888 (repr. 1975) online; ed. des Places, Budé, 1989
  - English translation: Thomas Moore Johnson, Iamblichus' exhortation to the study of philosophy, Osceola, Mo., 1907 (repr. 1988, ISBN 0-933999-63-1)
- In Nicomachi arithmeticam introductionem, Teubner, ed. Pistelli, Teubner, 1894 online (rev. Klein, 1975)
- Letters: John M. Dillon and Wolfgang Polleichtner, Iamblichus of Chalcis: The Letters, 2009, ISBN 1-58983-161-6
- Fragmentary commentaries on Plato and Aristotle
  - Bent Dalsgaard Larsen, Jamblique de Chalcis: exégète et philosophe (vol. 2, appendix: Testimonia et fragmenta exegetica), Universitetsforlaget i Aarhus, 1972 (somente em grego)
  - John M. Dillon (ed. and trans.), Iamblichi Chalcidensis in Platonis dialogos commentariorum fragmenta, Leiden: Brill, 1973
  - John F. Finamore and John M. Dillon, Iamblichus' De Anima: Text, Translation, and Commentary, Leiden: Brill, 2002, ISBN 1-58983-468-2
- Theological principles of arithmetic (Theologumena arithmeticae, an anonymous work sometimes ascribed to Iamblichus), ed. Friedrich Ast, Leipzig, 1817 online; ed. Vittorio de Falco, Teubner, 1922
  - Tradução em inglês: Robin Waterfield, Pseudo-Iamblichus: The Theology of Arithmetic, translation, introduction, notes; foreword by K. Critchlow, Phanes Press, 1988, ISBN 0-933999-72-0